# Johannes Raestrup
Johannes Raestrup (* 4. August 1878 in Oelde; † 14. Juni 1943) war ein deutscher Reichsgerichtsrat.

## Leben
Der Sohn eines katholischen Malzfabrikanten bestand die erste juristische Staatsprüfung 1900 mit „ausreichend“, die zweite 1905 mit „ausreichend“. Anschließend wurde er Gerichtsassessor. 1912 wurde er Amtsrichter am Amtsgericht Gelsenkirchen und Ende Dezember 1919 Richter am Landgericht Essen. Im Juni 1920 wurde er Oberlandesgerichtsrat in Hamm. Im April 1930 wurde er als Hilfsrichter an das Reichsgericht abgestellt und im Dezember wurde er zum Reichsgerichtsrat ernannt. Am 31. Dezember 1937 beantragte er die Aufnahme in die NSDAP und wurde rückwirkend zum 1. Mai desselben Jahres aufgenommen (Mitgliedsnummer 5.823.926).

## Auszeichnungen
- 20. April 1938 Goldenes Treudienst-Ehrenzeichen